# Mylochromis
Mylochromis é um género de peixe da família Cichlidae.
Este género contém as seguintes espécies:
- Mylochromis anaphyrmus
- Mylochromis balteatus
- Mylochromis epichorialis
- Mylochromis ericotaenia
- Mylochromis formosus
- Mylochromis guentheri
- Mylochromis incola
- Mylochromis labidodon
- Mylochromis lateristriga
- Mylochromis melanonotus
- Mylochromis melanotaenia
- Mylochromis mola
- Mylochromis mollis
- Mylochromis obtusus
- Mylochromis plagiotaenia
- Mylochromis semipalatus
- Mylochromis sphaerodon
- Mylochromis subocularis